# Alfred Philippson
Alfred Philippson, né le 1er janvier 1864 à Bonn et mort le 28 mars 1953 au même endroit, est un géologue et géographe allemand.

## Biographie
Alfred Philippson est le fils cadet du rabbin et journaliste Ludwig Philippson. Après des études au lycée et à l'université de Bonn, il étudie à l'université de Leipzig, où il obtient un doctorat en 1886. Il est privat-docent à l'université de Bonn à compter de 1892, professeur-assistant (1899), puis professeur de géographie (1904) à l'université de Berne. Il enseigne ensuite à l'université de Halle-Wittenberg (1906), puis à l'université de Bonn (1911), où il devient professeur émérite en 1929. À partir de 1887, il voyage en Grèce, en Italie, en Turquie et en Asie mineure, mandaté par l'Académie des sciences de Berlin pour étudier, à partir d'une perspective géologique, les phénomènes de la surface de la terre, tant dans leurs relations que pour leur influence sur la condition humaine. Il publie notamment Studien über Wasserscheiden (Berlin, 1886), Der Peloponnes (Berln, 1892), Europa (Leipzig, 1894), Thessalien und Epirus (Berlin, 1897), Beiträge zur Kenntnis der Griechischen Inselwelt (Gotha, 1901) et Das Mittelmeergebiet (Leipzig, 1904).
En 1933, il est interdit d'enseignement par les nazis ; privé de passeport en 1938 ; déporté au camp de concentration de Theresienstadt en 1942. Il y écrit ses mémoires, Wie ich zum Geographen wurde.